# Brynäs IF Dam
Brynäs IF Damlag är damishockeysektionen i Brynäs IF. Brynäs IF spelar i högsta serien, SDHL (sedan 2008), tidigare Riksserien. 
Lagets främsta meriter är segrar i grundserien 2010/2011 samt andraplatser i slutspelen 2010, 2011, 2012 och 2013. Lagets hemmafärger är svarta tröjor med rödgula ok och bortatröjorna är vita med gulröda ok.
Laget slutade på en andra plats i tabellen säsongen 20/21, med totalt 88 poäng. Poängligavinnaren blev, som året innan, Lara Stalder, som säsongen 20/21 slog det totala poängrekordet, 82 poäng totalt. Guldhjälmen för MVP (Most Valuable Player/Mest Värdefulla Spelare) vanns säsongen 19/20 av Lara Stalder och säsongen 20/21 av Kateřina Mrázová. Båda spelande i Brynäs IF.

## Truppen 2025/2026
| Målvakter | Målvakter | Målvakter       | Målvakter | Målvakter | Målvakter | Målvakter        | Målvakter  | Målvakter | Målvakter |
| Nr        | Nat       | Spelare         | Längd     | Vikt      | L/R       | Född             | Födelseort | Kontrakt  |           |
| --------- | --------- | --------------- | --------- | --------- | --------- | ---------------- | ---------- | --------- | --------- |
|           | Norge     | Ena Nystrøm     | 177       |           | L         | 28 april 2000    | Stavanger  | 2025/2026 |           |
| 29        | Tjeckien  | Klára Peslarová | 164       | 63        | L         | 23 november 1996 | Ostrava    | 2026/2027 |           |

| Backar | Backar  | Backar                 | Backar | Backar | Backar | Backar           | Backar     | Backar    | Backar |
| Nr     | Nat     | Spelare                | Längd  | Vikt   | L/R    | Född             | Födelseort | Kontrakt  |        |
| ------ | ------- | ---------------------- | ------ | ------ | ------ | ---------------- | ---------- | --------- | ------ |
|        | Sverige | Anna Andersson         | 164    | 62     | L      | 16 januari 2004  | Själevad   | 2026/2027 |        |
|        | Sverige | Wilma Germundsson Wäng | 171    | 61     | R      | 17 augusti 1999  | Södertälje | 2025/2026 |        |
|        | Kanada  | Maude Poulin-Labelle   | 168    | 59     | L      | 23 november 1999 | Sherbrooke | 2024/2025 |        |
|        | Sverige | Mina Waxin             | 165    | 64     | L      | 29 april 2001    | Stockholm  | 2025/2026 |        |

| Forwards | Forwards | Forwards        | Forwards | Forwards | Forwards | Forwards         | Forwards    | Forwards  | Forwards |
| Nr       | Nat      | Spelare         | Längd    | Vikt     | L/R      | Född             | Födelseort  | Kontrakt  |          |
| -------- | -------- | --------------- | -------- | -------- | -------- | ---------------- | ----------- | --------- | -------- |
|          | Sverige  | Jenny Antonsson | 173      | 77       | L        | 23 december 2001 | Asarum      | 2025/2026 |          |
|          | Sverige  | Tilda Edsman    | 170      | 59       | L        | 10 maj 2007      | Ekerö       | 2025/2026 |          |
|          | Sverige  | Ebba Hesselvall | 160      | 55       | R        | 15 juli 2009     | Södertälje  | 2027/2028 |          |
|          | Finland  | Jenniina Nylund | 171      | 63       | L        | 18 juni 1999     | Pietarsaari | 2025/2026 |          |
|          | Sverige  | Elin Svensson   | 178      | 78       | L        | 1 augusti 2002   | Nässjö      | 2025/2026 |          |
|          | Finland  | Viivi Vainikka  | 166      | 63       | L        | 23 december 2001 | Espoo       | 2025/2026 |          |
|          | Sverige  | Julia Östlund   | 168      | 68       | L        | 6 april 1994     | Alunda      | 2025/2026 |          |

Uppdaterad den 7 juli 2025
Visa laguppställningsmallen.

### Fotnoter
1. ↑  ”SM för damer sedan starten”. Svenska Ishockeyförbundet. https://www.swehockey.se/globalassets/svenska-ishockeyforbundet/historik/sm-historik_damer.pdf. Läst 16 oktober 2011.
2. ↑  ”SM-slutspel damer”. Svenska Ishockeyförbundet. http://stats.swehockey.se/ScheduleAndResults/Overview/3801. Läst 20 december 2014.